# Charny (Côte-d’Or)
Charny ist eine französische Gemeinde mit 34 Einwohnern (Stand 1. Januar 2022) im Département Côte-d’Or in der Region Bourgogne-Franche-Comté. Sie gehört zum Kanton Semur-en-Auxois und zum Arrondissement Montbard.
Nachbargemeinden sind Noidan im Norden, Thorey-sous-Charny im Osten, Mont-Saint-Jean im Süden und Fontangy im Westen. 

## Bevölkerungsentwicklung
| Jahr                       | 1962 | 1968 | 1975 | 1982 | 1990 | 1999 | 2008 | 2016 |
| -------------------------- | ---- | ---- | ---- | ---- | ---- | ---- | ---- | ---- |
| Einwohner                  | 50   | 51   | 45   | 42   | 38   | 34   | 33   | 34   |
| Quellen: Cassini und INSEE |      |      |      |      |      |      |      |      |

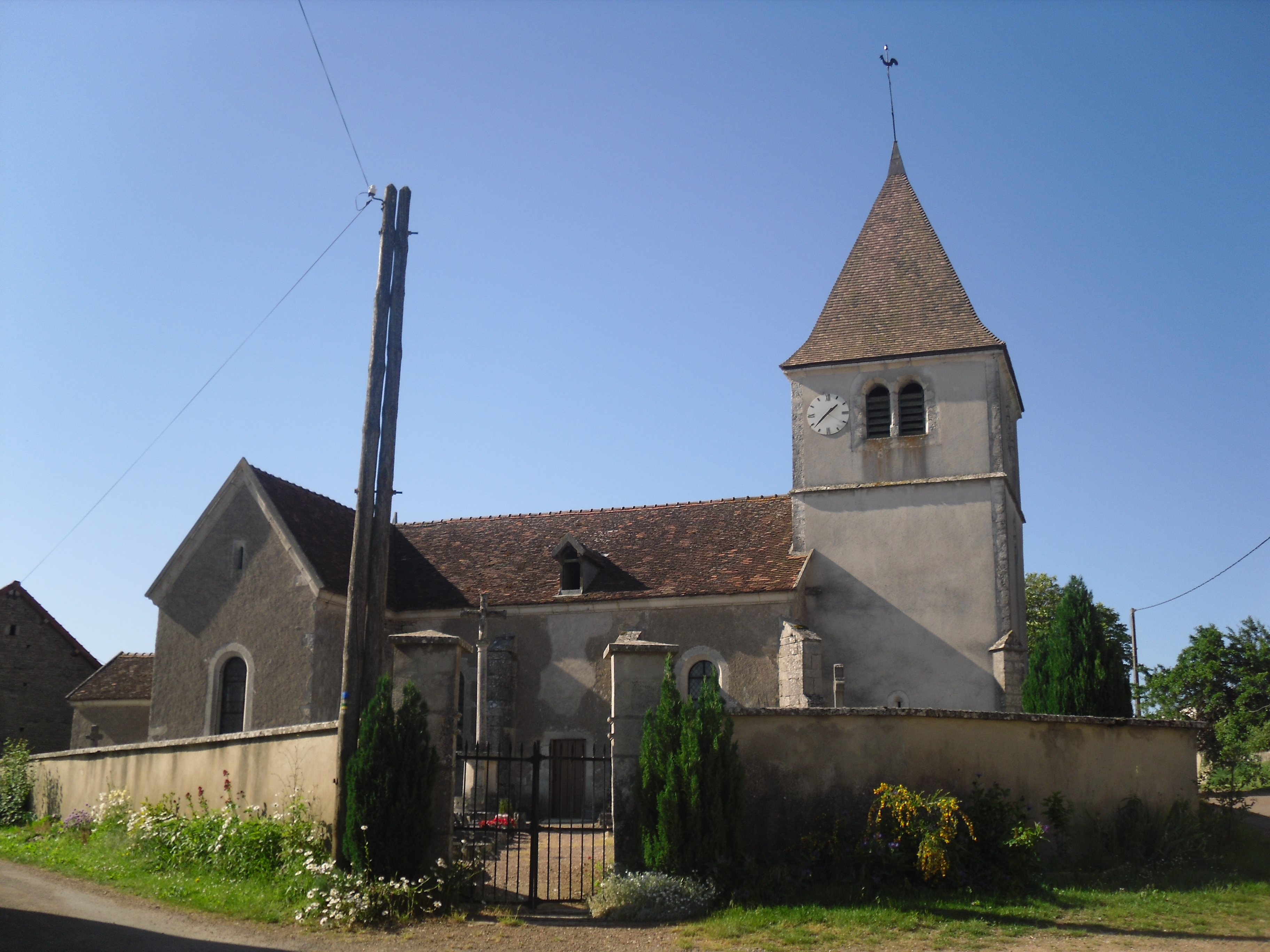
Kirche Saint-Germain
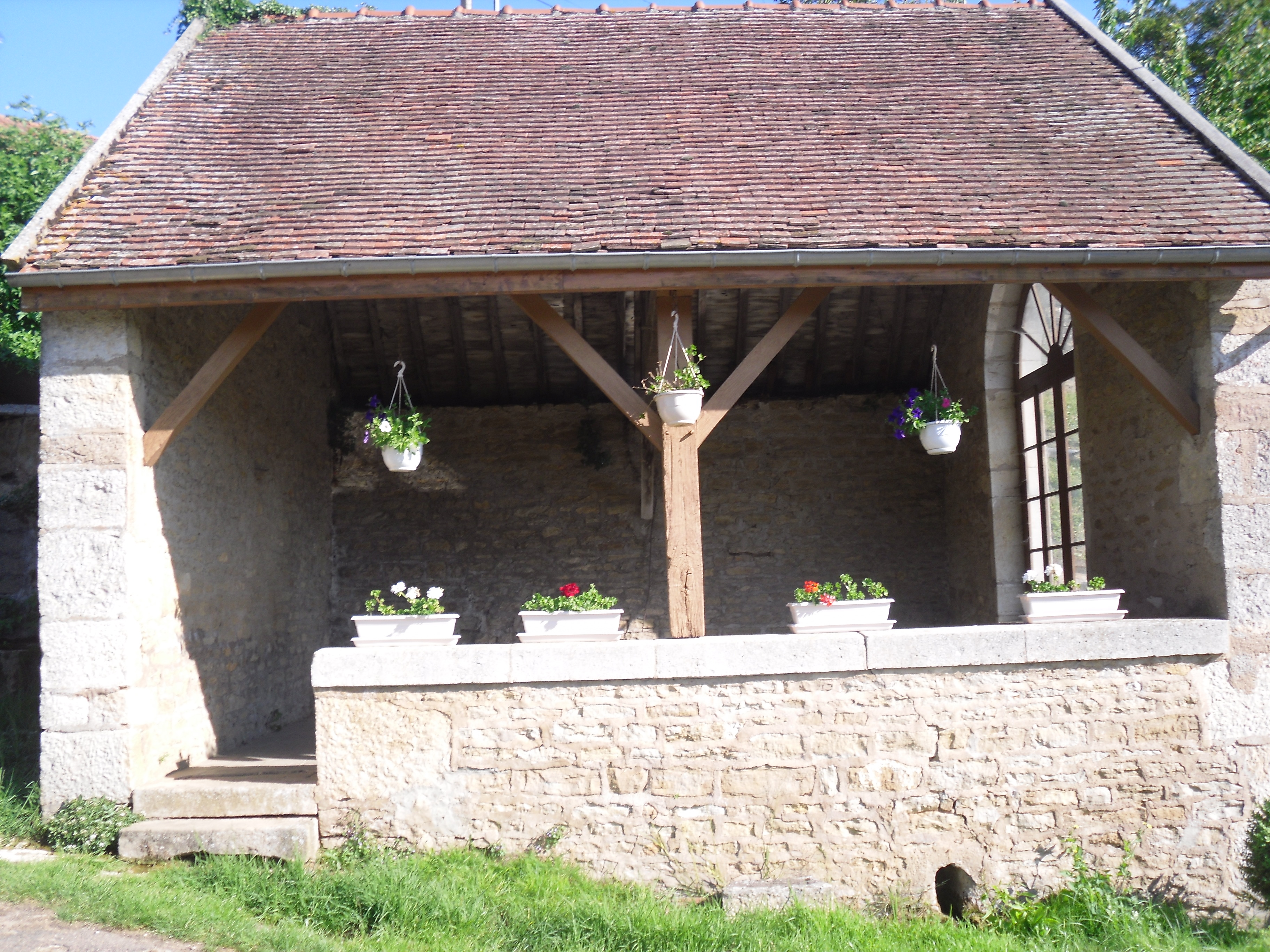
Lavoir in Charny